# Uruguay en la clasificación de Conmebol para la Copa Mundial de Fútbol de 2022
La selección de fútbol de Uruguay fue uno de los diez equipos nacionales que participaron en la clasificación de Conmebol para la Copa Mundial de Fútbol, en la que se definieron los representantes de Conmebol para la Copa Mundial de Fútbol de 2022 que se desarrolló en Catar.
La etapa preliminar —también denominada eliminatorias— se jugó en América del Sur desde 2020 hasta el 29 de marzo de 2022 en encuentros de ida y vuelta.

## Sistema de juego
El sistema de juego de las eliminatorias consistió por séptima ocasión consecutiva, en enfrentamientos de ida y vuelta todos contra todos, con un total 18 jornadas.
Luego de cinco ediciones con los partidos ya designados, la Conmebol sorteó el calendario de partidos, en la Ciudad de Luque, Paraguay, el 17 de diciembre de 2019.
Los primeros cuatro puestos accedieron de manera directa a la Copa Mundial de Fútbol de 2022. La selección que logró el quinto puesto disputó una serie eliminatoria a dos partidos de ida y vuelta ante el equipo nacional de otra confederación.

## Sedes
| Ciudad              | Estadio             |
| ------------------- | ------------------- |
| Montevideo          | Centenario          |
|                     |                     |
| 60 235 espectadores |                     |
| Montevideo          | Campeón del Siglo   |
|                     |                     |
| 40 005 espectadores |                     |
| Montevideo          | Gran Parque Central |
|                     |                     |
| 34 000 espectadores |                     |

## Tabla de posiciones
| Pos. | Selección | Pts. | PJ | G  | E | P  | GF | GC | Dif. |
| ---- | --------- | ---- | -- | -- | - | -- | -- | -- | ---- |
| 1.   | Brasil    | 45   | 17 | 14 | 3 | 0  | 40 | 5  | 35   |
| 2.   | Argentina | 39   | 17 | 11 | 6 | 0  | 27 | 8  | 19   |
| 3.   | Uruguay   | 28   | 18 | 8  | 4 | 6  | 22 | 22 | 0    |
| 4.   | Ecuador   | 26   | 18 | 7  | 5 | 6  | 27 | 19 | 8    |
| 5.   | Perú      | 24   | 18 | 7  | 3 | 8  | 19 | 22 | −3   |
| 6.   | Colombia  | 23   | 18 | 5  | 8 | 5  | 20 | 19 | 1    |
| 7.   | Chile     | 19   | 18 | 5  | 4 | 9  | 19 | 26 | −7   |
| 8.   | Paraguay  | 16   | 18 | 3  | 7 | 8  | 12 | 26 | −14  |
| 9.   | Bolivia   | 15   | 18 | 4  | 3 | 11 | 23 | 42 | −19  |
| 10.  | Venezuela | 10   | 18 | 3  | 1 | 14 | 14 | 34 | −20  |

| L\V                  | Bandera de Argentina | Bandera de Bolivia | Bandera de Brasil | Bandera de Chile | Bandera de Colombia | Bandera de Ecuador | Bandera de Paraguay | Bandera de Perú | Bandera de Uruguay | Bandera de Venezuela |
| Bandera de Argentina |                      | 3:0                | 0:0               | 1:1              | 1:0                 | 1:0                | 1:1                 | 1:0             | 3:0                | 3:0                  |
| Bandera de Bolivia   | 1:2                  |                    | 0:4               | 2:3              | 1:1                 | 2:3                | 4:0                 | 1:0             | 3:0                | 3:1                  |
| Bandera de Brasil    | :                    | 5:0                |                   | 4:0              | 1:0                 | 2:0                | 4:0                 | 2:0             | 4:1                | 1:0                  |
| Bandera de Chile     | 1:2                  | 1:1                | 0:1               |                  | 2:2                 | 0:2                | 2:0                 | 2:0             | 0:2                | 3:0                  |
| Bandera de Colombia  | 2:2                  | 3:0                | 0:0               | 3:1              |                     | 0:0                | 0:0                 | 0:1             | 0:3                | 3:0                  |
| Bandera de Ecuador   | 1:1                  | 3:0                | 1:1               | 0:0              | 6:1                 |                    | 2:0                 | 1:2             | 4:2                | 1:0                  |
| Bandera de Paraguay  | 0:0                  | 2:2                | 0:2               | 0:1              | 1:1                 | 3:1                |                     | 2:2             | 0:1                | 2:1                  |
| Bandera de Perú      | 0:2                  | 3:0                | 2:4               | 2:0              | 0:3                 | 1:1                | 2:0                 |                 | 1:1                | 1:0                  |
| Bandera de Uruguay   | 0:1                  | 4:2                | 0:2               | 2:1              | 0:0                 | 1:0                | 0:0                 | 1:0             |                    | 4:1                  |
| Bandera de Venezuela | 1:3                  | 4:1                | 1:3               | 2:1              | 0:1                 | 2:1                | 0:1                 | 1:2             | 0:0                |                      |

|  | Clasificados a la Copa Mundial de Fútbol de 2022. |
|  | Clasificado a la Repesca Internacional.           |

### Evolución de posiciones
| País / Fecha | 1   | 2   | 3   | 4   | 5   | 6   | 7   | 8   | 9   | 10  | 11  | 12  | 13  | 14  | 15  | 16  | 17  | 18  |
| ------------ | --- | --- | --- | --- | --- | --- | --- | --- | --- | --- | --- | --- | --- | --- | --- | --- | --- | --- |
| Uruguay      | 3.º | 6.º | 4.º | 5.º | 5.º | 4.º | 4.º | 4.º | 3.º | 4.º | 4.º | 5.º | 6.º | 7.º | 5.º | 4.º | 4.º | 3.º |

### Puntos obtenidos contra cada selección durante las eliminatorias
| VS        | Bandera de Argentina | Bandera de Bolivia | Bandera de Brasil | Bandera de Chile | Bandera de Colombia | Bandera de Ecuador | Bandera de Paraguay | Bandera de Perú | Bandera de Venezuela | Total |
| --------- | -------------------- | ------------------ | ----------------- | ---------------- | ------------------- | ------------------ | ------------------- | --------------- | -------------------- | ----- |
| Local     | 0                    | 3                  | 0                 | 3                | 1                   | 3                  | 1                   | 3               | 3                    | 17/27 |
| Visitante | 0                    | 0                  | 0                 | 3                | 3                   | 0                  | 3                   | 1               | 1                    | 11/27 |
| Total     | 0                    | 3                  | 0                 | 6                | 4                   | 3                  | 4                   | 4               | 4                    | 28/54 |

## Partidos

### Primera vuelta
| 8 de octubre de 2020, 19:45 (UTC-3) | Uruguay                         | 2:1 (1:0) | Chile       | Estadio Centenario, Montevideo                                       |                                                                      |
|                                     | Suárez 39' (pen.) · Gómez 90+3' | Reporte   | Sánchez 54' | Asistencia: 0 espectadores Árbitro(s): Eber Aquino VAR: Juan Benítez | Asistencia: 0 espectadores Árbitro(s): Eber Aquino VAR: Juan Benítez |

| 13 de octubre de 2020, 16:00 (UTC-5) | Ecuador                                  | 4:2 (2:0) | Uruguay                        | Estadio Rodrigo Paz Delgado, Quito                                         |                                                                            |
|                                      | Mena 15' · Estrada 45+4' 53' · Plata 75' | Reporte   | Suárez 84' (pen.) 90+5' (pen.) | Asistencia: 0 espectadores Árbitro(s): Wilmar Roldán VAR: Alexander Ospina | Asistencia: 0 espectadores Árbitro(s): Wilmar Roldán VAR: Alexander Ospina |

| 13 de noviembre de 2020, 15:30 (UTC-5) | Colombia | 0:3 (0:1) | Uruguay                                   | Estadio Metropolitano, Barranquilla                                       |                                                                           |
|                                        |          | Reporte   | Cavani 5' · Suárez 54' (pen.) · Núñez 73' | Asistencia: 0 espectadores Árbitro(s): Fernando Rapallini VAR: Diego Haro | Asistencia: 0 espectadores Árbitro(s): Fernando Rapallini VAR: Diego Haro |

| 17 de noviembre de 2020, 20:00 (UTC-3) | Uruguay | 0:2 (0:2) | Brasil                       | Estadio Centenario, Montevideo                                           |                                                                          |
|                                        |         | Reporte   | Arthur 34' · Richarlison 45' | Asistencia: 0 espectadores Árbitro(s): Roberto Tobar VAR: Cristián Garay | Asistencia: 0 espectadores Árbitro(s): Roberto Tobar VAR: Cristián Garay |

| 3 de junio de 2021, 19:00 (UTC-3) | Uruguay | 0:0     | Paraguay | Estadio Centenario, Montevideo                                          |                                                                         |
|                                   |         | Reporte |          | Asistencia: 0 espectadores Árbitro(s): Wilmar Roldán VAR: Nicolás Gallo | Asistencia: 0 espectadores Árbitro(s): Wilmar Roldán VAR: Nicolás Gallo |

| 8 de junio de 2021, 18:30 (UTC-4) | Venezuela | 0:0     | Uruguay | Estadio Olímpico de la UCV, Caracas                                       |                                                                           |
|                                   |           | Reporte |         | Asistencia: 0 espectadores Árbitro(s): Anderson Daronco VAR: Rafael Traci | Asistencia: 0 espectadores Árbitro(s): Anderson Daronco VAR: Rafael Traci |

| 2 de septiembre de 2021, 20:00 (UTC-5) | Perú      | 1:1 (1:1) | Uruguay           | Estadio Nacional, Lima                                                    |                                                                           |
|                                        | Tapia 24' | Reporte   | De Arrascaeta 29' | Asistencia: 8000 espectadores Árbitro(s): Néstor Pitana VAR: Wagner Reway | Asistencia: 8000 espectadores Árbitro(s): Néstor Pitana VAR: Wagner Reway |

| 5 de septiembre de 2021, 19:00 (UTC-3) | Uruguay                                                             | 4:2 (2:0) | Bolivia                 | Estadio Campeón del Siglo, Montevideo                                            |                                                                                  |
|                                        | De Arrascaeta 15', 67' (pen.) · Valverde 31' · Álvarez Martínez 47' | Reporte   | Martins 59', 84' (pen.) | Asistencia: 15 000 espectadores Árbitro(s): Eber Aquino VAR: Mario Díaz de Vivar | Asistencia: 15 000 espectadores Árbitro(s): Eber Aquino VAR: Mario Díaz de Vivar |

| 10 de octubre de 2021, 20:30 (UTC-3) | Argentina                                 | 3:0 (2:0) | Uruguay | Estadio Monumental, Buenos Aires                                              |                                                                               |
|                                      | Messi 38' · De Paul 44' · L. Martínez 62' | Reporte   |         | Asistencia: 35 000 espectadores Árbitro(s): Roberto Tobar VAR: Julio Bascuñán | Asistencia: 35 000 espectadores Árbitro(s): Roberto Tobar VAR: Julio Bascuñán |

### Segunda vuelta
| 9 de septiembre de 2021, 19:30 (UTC-3) | Uruguay       | 1:0 (0:0) | Ecuador | Estadio Campeón del Siglo, Montevideo                                            |                                                                                  |
|                                        | Pereiro 90+2' | Reporte   |         | Asistencia: 15 000 espectadores Árbitro(s): Anderson Daronco VAR: Rodolpho Toski | Asistencia: 15 000 espectadores Árbitro(s): Anderson Daronco VAR: Rodolpho Toski |

| 7 de octubre de 2021, 20:00 (UTC-3) | Uruguay | 0:0     | Colombia | Estadio Gran Parque Central, Montevideo                                           |                                                                                   |
|                                     |         | Reporte |          | Asistencia: 18 000 espectadores Árbitro(s): Jesús Valenzuela VAR: Víctor Carrillo | Asistencia: 18 000 espectadores Árbitro(s): Jesús Valenzuela VAR: Víctor Carrillo |

| 14 de octubre de 2021, 20:30 (UTC-4) | Brasil                                               | 4:1 (2:0) | Uruguay    | Arena da Amazônia, Manaus                                                          |                                                                                    |
|                                      | Neymar 10' · Raphinha 18', 58' · Gabriel Barbosa 83' | Reporte   | Suárez 77' | Asistencia: 12 500 espectadores Árbitro(s): Fernando Rapallini VAR: Mauro Vigliano | Asistencia: 12 500 espectadores Árbitro(s): Fernando Rapallini VAR: Mauro Vigliano |

| 12 de noviembre de 2021, 20:00 (UTC-3) | Uruguay | 0:1 (0:1) | Argentina   | Estadio Campeón del Siglo, Montevideo                                          |                                                                                |
|                                        |         | Reporte   | Di María 7' | Asistencia: 30 000 espectadores Árbitro(s): Alexis Herrera VAR: Julio Bascuñán | Asistencia: 30 000 espectadores Árbitro(s): Alexis Herrera VAR: Julio Bascuñán |

| 16 de noviembre de 2021, 16:00 (UTC-4) | Bolivia                     | 3:0 (2:0) | Uruguay | Estadio Hernando Siles, La Paz                                             |                                                                            |
|                                        | Arce 30', 79' · Martins 45' | Reporte   |         | Asistencia: 7000 espectadores Árbitro(s): Wilton Sampaio VAR: Wagner Reway | Asistencia: 7000 espectadores Árbitro(s): Wilton Sampaio VAR: Wagner Reway |

| 27 de enero de 2022, 20:00 (UTC-3) | Paraguay | 0:1 (0:0) | Uruguay    | Estadio General Pablo Rojas, Asunción                                         |                                                                               |
|                                    |          | Reporte   | Suárez 50' | Asistencia: 36 000 espectadores Árbitro(s): Darío Herrera VAR: Germán Delfino | Asistencia: 36 000 espectadores Árbitro(s): Darío Herrera VAR: Germán Delfino |

| 1 de febrero de 2022, 20:00 (UTC-3) | Uruguay                                                             | 4:1 (3:0) | Venezuela       | Estadio Centenario, Montevideo                                              |                                                                             |
|                                     | Bentancur 1' · De Arrascaeta 23' · Cavani 45+1' · Suárez 53' (pen.) | Reporte   | J. Martínez 65' | Asistencia: : 55 000 espectadores Árbitro(s): Bruno Arleu VAR: Rafael Traci | Asistencia: : 55 000 espectadores Árbitro(s): Bruno Arleu VAR: Rafael Traci |

| 24 de marzo de 2022, 20:30 (UTC-3) | Uruguay           | 1:0 (1:0) | Perú | Estadio Centenario, Montevideo                                                 |                                                                                |
|                                    | De Arrascaeta 42' | Reporte   |      | Asistencia: 40 000 espectadores Árbitro(s): Anderson Daronco VAR: Wagner Reway | Asistencia: 40 000 espectadores Árbitro(s): Anderson Daronco VAR: Wagner Reway |

| 29 de marzo de 2022, 20:30 (UTC-3) | Chile | 0:2 (0:0) | Uruguay                   | Estadio San Carlos de Apoquindo, Santiago                                        |                                                                                  |
|                                    |       | Reporte   | Suárez 79' · Valverde 90' | Asistencia: 11 000 espectadores Árbitro(s): Patricio Loustau VAR: Germán Delfino | Asistencia: 11 000 espectadores Árbitro(s): Patricio Loustau VAR: Germán Delfino |

## Estadísticas

### Generales
| 28 | 18 | 8 | 4 | 6 | 22 | 22 | 0 |

| 17 | 9 | 5 | 2 | 2 | 12 | 7 | +5 |

| 11 | 9 | 3 | 2 | 4 | 10 | 15 | -5 |

### Goleadores
| #     | Jugador          | Goles | PJ | Prom. | Jugada | Cabeza | Tiro libre | Penal |
| ----- | ---------------- | ----- | -- | ----- | ------ | ------ | ---------- | ----- |
| 1     | Luis Suárez      | 8     | 15 | 0.53  | 0      | 0      | 0          | 4     |
| 2     | Edinson Cavani   | 1     | 5  | 0.20  | 1      | 0      | 0          | 0     |
| 2     | Darwin Núñez     | 1     | 8  | 0.12  | 1      | 0      | 0          | 0     |
| 2     | Maxi Gómez       | 1     | 6  | 0.16  | 1      | 0      | 0          | 0     |
|       | En propia puerta | 0     | 3  | 0.00  | 0      | 0      | 0          | 0     |
| Total | Total            | 6     | 3  | 2.00  | 2      | 0      | 0          | 4     |

### Asistencias
| #     | Jugador        | Asistencias | Jugada | Cabeza | Tiro libre | Saque de esquina |
| ----- | -------------- | ----------- | ------ | ------ | ---------- | ---------------- |
| 1     | Lucas Torreira | 1           | 1      | 0      | 0          | 0                |
| 1     | Nahitan Nández | 1           | 1      | 0      | 0          | 0                |
| Total | Total          | 2           | 0      | 0      | 0          | 0                |

## Resultado final
| Uruguay                        |
| Clasificado                    |
| Copa Mundial de Fútbol de 2022 |
| 14.° participación             |